# ديانا و كاليستو
ديانا و كاليستو هي رسم زيتي رسمها الفنان تيتيان في الفترة بين 1556 و1559.تصور اللوحى اللحظة التي اكتشفت فيها الإلهة ديانا أن خادمتها كاليستو حملت من جوبيتر.